# Guelwaar
Guelwaar es una película franco-senegalesa de 1993 escrita y dirigida por Ousmane Sembène. El título de la película proviene de la dinastía Guelowar. El largometraje ganó la medalla dorada otorgada por el senado italiano en la edición número 49 del Festival Internacional de Cine de Venecia y fue alabado por la crítica especializada.

## Sinopsis
Un católico y un musulmán mueren el mismo día. Los aldeanos islámicos reclaman el cuerpo del musulmán y lo entierran, pero conservarn el cuerpo del católico, quien era un disidente por argumentar en contra de aceptar ayuda extranjera. Basada en una historia real, la película presenta un paralelo entre la religión africana y el orgullo del país negro. El actor que interpreta el papel de Guelwaar recita durante el filme uno de los proverbios del filósofo y lamanista senegalés del siglo XVII Kocc Barma Fall sobre el orgullo y la dignidad de África.

## Reparto
- Marie Augustine Diatta
- Mame Ndoumbé Diop
- Ndiawar Diop
- Lamine Mane

## Recepción
Guelwaar fue alabada por la crítica especializada. Richard Brody de The New Yorker escribió: "Sembne, con una tensa restricción, evoca un país dependiente que mantiene su dignidad a través de la pompa nacionalista y el orgullo local, y retrata a una familia que sufre desde hace mucho tiempo y que lleva las cargas de Senegal en el microcosmos". Jonathan Rosenbaum de Chicago Reader afirmó que la película es "sabia y divertida en su tratamiento del tribalismo y en su comprensión de la corrupción neocolonial". La reconocida crítica Janet Maslin le dio una entusiasta reseña, alabando también el trabajo del director: "Un retrato rico, vívido y universal de una comunidad que se revela plenamente al reaccionar ante una crisis: una comunidad que quedará sepultada por el pasado si no puede mirar al futuro. Hay una lección aquí, y el señor Sembene la presenta con gracia y facilidad". Roger Ebert le otorgó su máxima calificación de cuatro estrellas, afirmando que la película es "increíblemente bella".